# Дезертирство

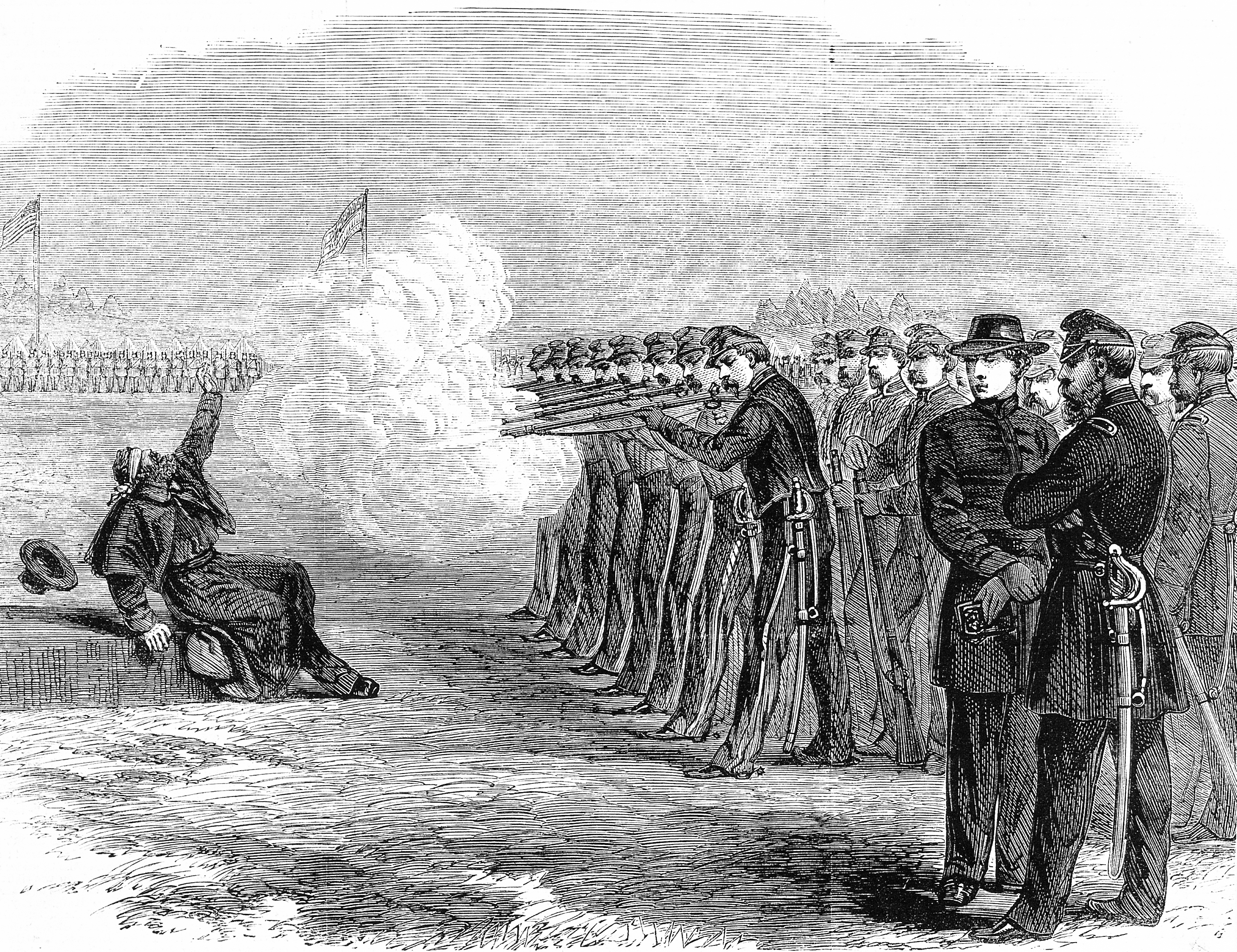
Розстріл дезертира. Громадянська війна в США

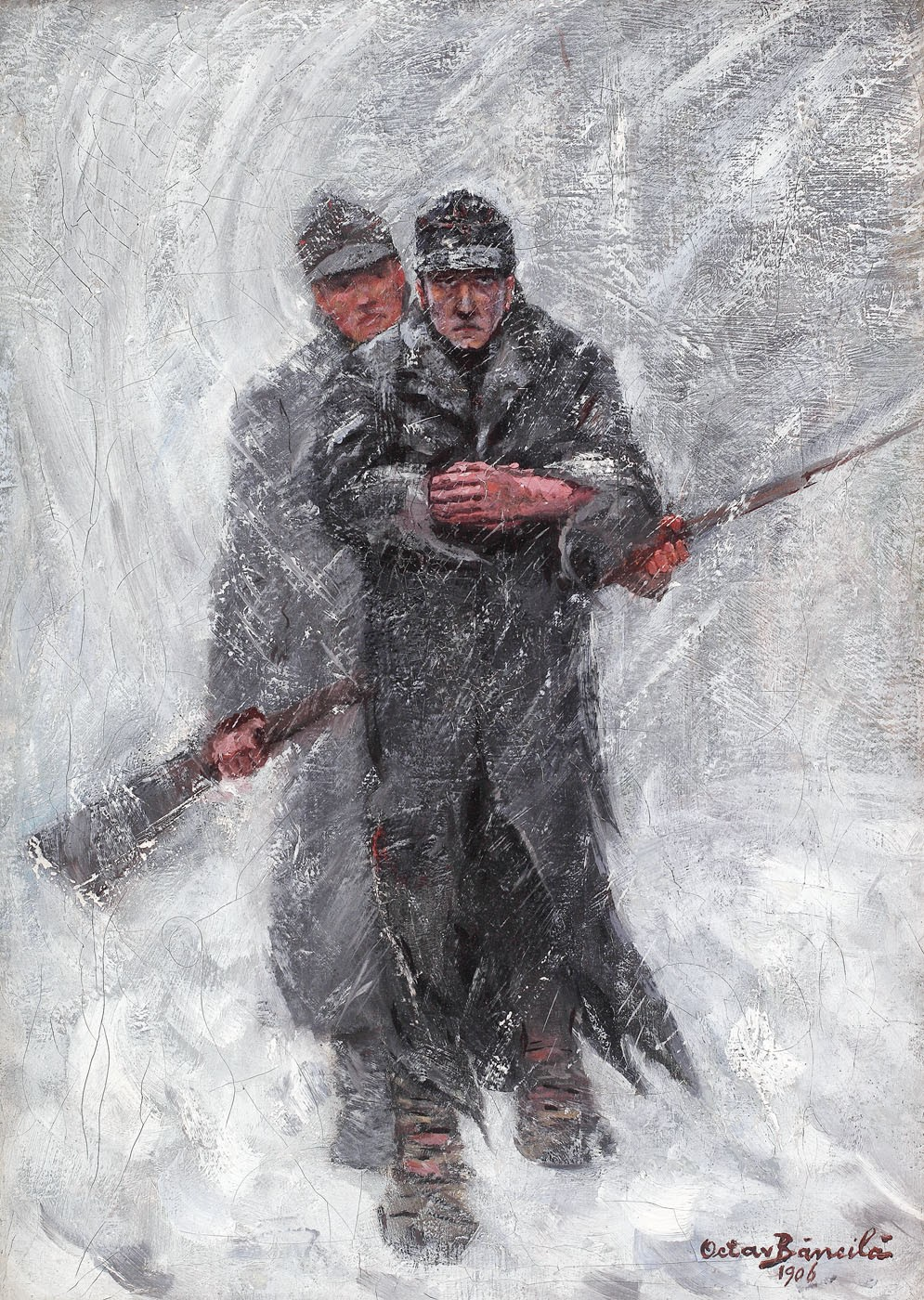
«Дезертир». Картина румунського живописця-реаліста Октава Бенчіле. 1906

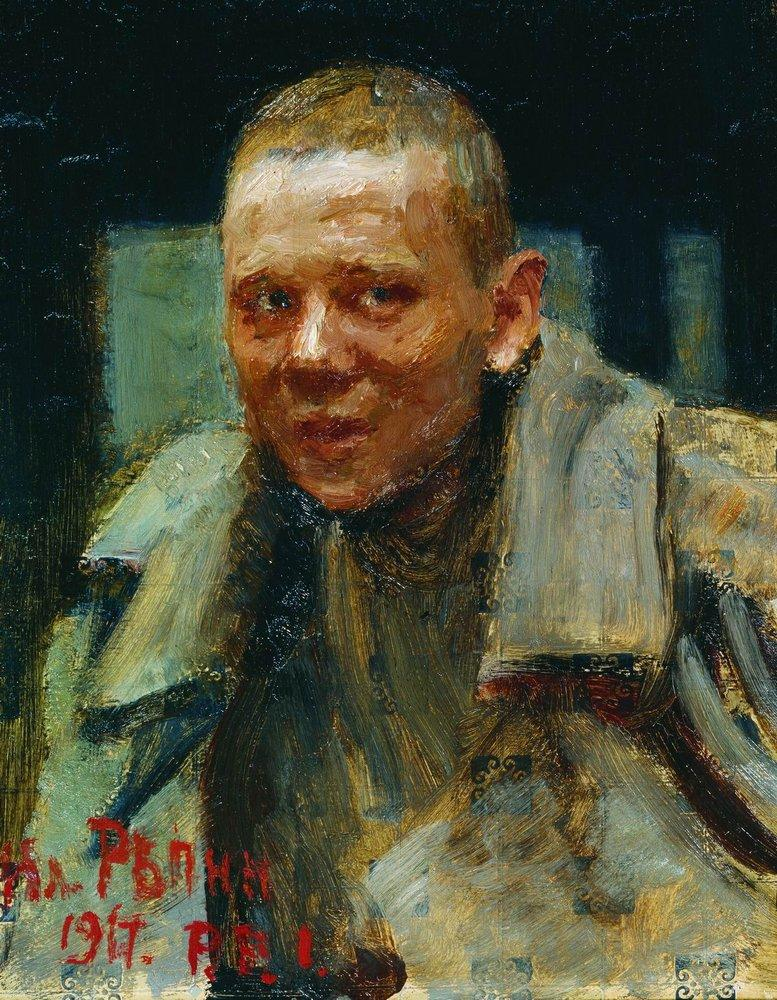
«Дезертир». Картина українського живописця-реаліста Рєпіна І. Ю. 1917

Дезерти́рство, дезерція (лат. desertio) — самовільне залишення місця військової служби, самовільне залишення військової частини або місця служби військовослужбовцем з метою ухилитися від військової служби, а також нез'явлення з тією самою метою на службу у разі призначення, переведення, з відрядження, відпустки або з лікувального закладу.
Дезертирство є одним зі злочинів, пов'язаних із несенням офіційної військової служби. У випадку, якщо дезертирство сталося у воєнний час, законами деяких країн може кваліфікуватися, як зрада Батьківщині. 

## Історія
Із заснуванням перших армій автоматично виникла проблема самовільного залишення солдатами поля битви або місця служби. Зі стародавніх часів політичні та військове керівництво намагалося боротися з цим явищем й вживало суворі міри покарання, аж до смертної кари. Так, стародавні єгиптяни, тим хто втік під час битви з поля бою, відрізали язик. Греки позбавляли дезертирів права займати почесні посади у суспільстві, одягали в ганебні сукні, голили їм половину голови і в такому вигляді виставляли протягом трьох днів на торговій площі. За збіглого спартанця, як людину безчесного, не могла вийти заміж ні одна дівчина. У Римі за дезертирство покладалася конфіскація майна і смертна кара або продаж в рабство (за однією з версій так став рабом-гладіатором Спартак). Стародавні германці вішали дезертирів на дереві, як зрадників; інші полководці, втім, обмежувалися обрізанням носа, вух, язику або виколюванням очей.
У період найманих військ за Середньовіччя поряд із втечею зі служби до злочину стало відноситься й самовільний перехід на службу з однієї роти в іншу або з одного роду військ в інший, за що німецькі кодекси призначали, як і за дезертирство з поля бою, смертну кару.
Густав-Адольф встановив особливе покарання за дезертирство цілої частини, якщо вона біжить, не надавши належного опору, з бойовища. З особливою енергією, але безуспішно, у XVIII столітті боролася з дезертирством Пруссія.
З початку вторгнення в Росію Великої армії, війська Наполеона зазнавали значних втрат від дезертирства із союзницьких частин. У російській же армії масового дезертирства не було. Стан справ, однак, змінився після вступу російських військ до Франції. Артилерійський офіцер А. М. Баранович, який залишив записки «Російські солдати у Франції в 1813—1814 роках», свідчить, що нижчі чини російської армії нерідко залишали свої полки, щоб найнятися до французів на роботу в виноградарських та інших господарствах. Всього, за відомостями того ж Барановича, у Франції залишилося близько 40 000 російських солдатів.
Напередодні Першої світової війни дезертирство в царській армії існувало і навіть мало тенденції до збільшення. Так, у 1911 році за самовільні залишення частини та неявку були засуджені 8027 осіб, а в 1912-му — 13 358 осіб.
Після вступу Росії у світову війну проблема дезертирства стала ще гострішою. У вересні 1914 року командувач Південно-Західним фронтом М. І. Іванов зазначав у своїх записах про велику кількість солдатів і цілих груп, що уходять з лінії фронту, їхню розбещеність, випадки мародерства. Солдати розбігалися по селах цілими взводами. Солдати масами бігли з поїздів, які йшли на фронт. За оцінкою начальника штабу Південно-Західного фронту М. В. Алексєєва, з поїздів дезертували 20 % нижніх чинів. По Південно-Західному фронту в період з 29 вересня по 15 грудня 1914 року на станціях затримано 3394 солдати, що дезертували. І це без урахування тих, хто добровільно здався в полон.
Узимку 1914 року керівництво армією було стурбоване валом дезертирства з фронту.
Усього, згідно з офіційними даними Ставки, до весни 1917 року в царській армії з початку Першої світової війни налічувалося 195 тис. дезертирів. Деякі історіографи оцінюють цю цифру в 1,5—2 млн солдатів.
У Радянському Союзі явище дезертирства мало масовий, іноді глобальний характер, особливо за часів війни з нацистською Німеччиною. Дослідники Д. Дьогтєв і М. Зефиров у своїй книзі «Все для фронту?» наводять статистику: число дезертирів за період цієї війни становило 1 700 000 осіб, тих, хто всіляко ухилявся — 2,5 мільйона. Тільки в період з початку війни до кінця 1941 органи НКВС затримали понад 710 тисяч дезертирів і понад 71 тисячу ухильників. Ці цифри в цілому підтверджуються й іншими джерелами.
Загалом за роки війни за дезертирство було засуджено майже мільйон осіб, розстріляно понад 150 тисяч. Перший випадок дезертирства був зафіксований вже 1 липня 1941 року на Оренбурзької залізниці, коли новобранець зістрибнув з військового ешелону, що рушив на повній швидкості.[джерело?]
Під час російської мобілізації 2022 року підконтрольна Путіну Державна Дума Росії прийняла поправки, що включають поняття мобілізації, воєнного стану та воєнного часу до Кримінального кодексу, а також запровадила кілька статей, пов'язаних з військовими операціями. Дезертирство під час мобілізації або у воєнний час каратиметься позбавленням волі на строк до 10 років . У грудні 2022 року Казахстан депортував назад до Росії російського офіцера, який намагався уникнути російсько-української війни .

### Дизертирство під час російсько-української війни
Із січня по жовтень 2024 року в Україні ДБР відкрило 40659 кримінальних справ про СЗЧ і ще 19826 – про дезертирство. Це в два з половиною рази більше, ніж за весь 2023 рік (16 316 справ про СЗЧ і 7755 – про дезертирство), сказано на сайті генпрокуратури. У 2022 році таких справ було менш як десять тисяч за обидвома статтями. Джерела BBC у Генеральному штабі говорять, що реальні цифри ще більші – близько 100-150 тисяч випадків СЗЧ і дезертирства. Офіційного підтвердження цієї інформації немає.
21 листопада 2024 року Верховна Рада ухвалила законопроєкт про добровільне повернення на службу військовослужбовців, які вперше самовільно залишили частину або вчинили дезертирство.

## Причини
Причинами дезертирства під час військових дій можуть бути ідеологічна невідповідність особового складу, відсутність проведення ідеологічної чи мотиваційної підготовки, боязнь бути пораненим чи убитим, відсутність обіцяної неформальної оплати (в випадку з незаконними угрупованнями бойовиків), моральна слабкість, переосмислення цінностей, наявність успішних випадків дезертирства серед особового складу в минулому. Так, у випадку втрати ідеологічної підготовки є приклад з дезертирства серед терористичних угруповань під час операції АТО, що потягло за собою додаткове введення окупаційних російсько-терористичних військ на територію України.